# Guerrero
Guerrero Mexikó egyik szövetségi állama. Nevének jelentése harcos, de a név valójában Vicente Guerrero függetlenségi harcosnak, Mexikó második elnökének emlékét őrzi. Az állam az ország déli részén fekszik a Csendes-óceán partján, szomszédai északnyugatról indulva észak, majd kelet felé sorban: Michoacán, México, Morelos, Puebla és Oaxaca.
Lakossága 2010-ben kb. 3,4 millió fő volt, területe 63 621 km². Fővárosa Chilpancingo de los Bravo.

## Földrajz
Területe három fő részre osztható: északnyugati régiója a Tierra Caliente, déli a tengerpart (La Costa), többi részén a nagyrészt erdővel borított hegyvidék (La Montaña) helyezkedik el. A tengerpart vidéke is két részből áll: Acapulcótól nyugatra a Costa Grande, keletre a Costa Chica húzódik.
A viszonylag sík partvidéket kivéve az állam nagy része hegyvidék. Keresztülhúzódik rajta a Sierra Madre del Sur hegylánc, valamint északi részére benyúlik a Vulkáni-kereszthegység is (Taxco és Sultepec vidéke). Az állam északi felén húzódik végig a Depresión de Balsas, a Balsas folyó széles völgye. Az állam legmagasabb pontja a Cerro Teotepec (3550 m).

## Népesség
Ahogy egész Mexikóban, a népesség növekedése Guerrero államban is gyors, ezt szemlélteti az alábbi táblázat
| Év   | Lakosság  |
| ---- | --------- |
| 1990 | 2 620 637 |
| 1995 | 2 916 567 |
| 2000 | 3 079 649 |
| 2005 | 3 115 202 |
| 2010 | 3 388 768 |

## Turizmus

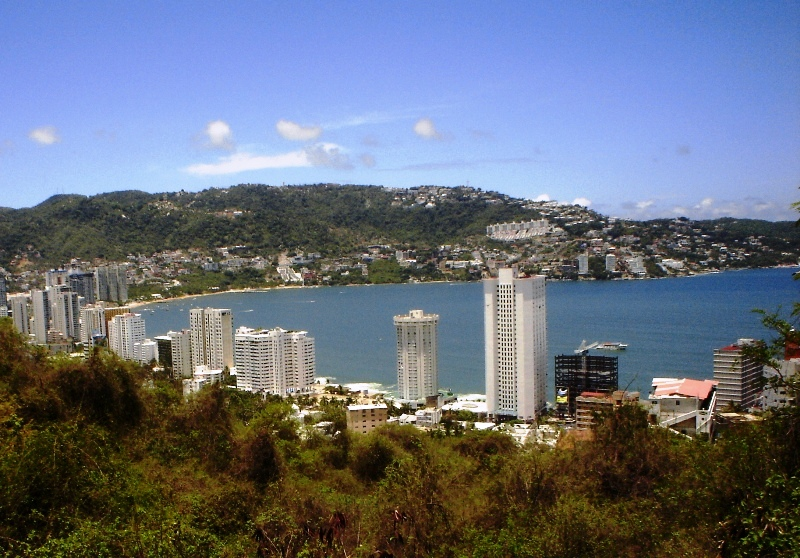
Acapulco

Guerrero állam legismertebb turisztikai célpontja a tengerparti Acapulco, de fontos szerepet játszik még Zihuatanejo és Taxco is: ezt a hármat együtt Triángulo del Solnak, azaz „A Nap háromszögének” szokták nevezni. Acapulco egy világszerte ismert tengerparti üdülőváros, de a tőle északnyugatra fekvő Zihuatanejo sem sokkal marad el tőle. Taxco az állam északi részén, a hegyek között terül el: régi ezüstbányász-településből vált látogatott idegenforgalmi központtá. Keskeny hegyi utcái és több évszázados műemlékei jelentik vonzerejét, valamint Taxco közelében fekszik a cseppkőbarlangjairól híres Grutas de Cacahuamilpa Nemzeti Park is.
Emellett számos régészeti lelőhely várja az idelátogatókat: Guerreróban 1705 lelőhelyet tartanak nyilván, melyek közül 7 a turisták számára is nyitva áll, köztük La Orangera-Xochipala (a legismertebb), Palma Sola, Teopantecuanitlán és Cuetlajuchitlán.

## Története
Guerrero területén az ősidőktől fogva éltek emberek, ezt 20 000 éves barlangfestmények is bizonyítják. Az első civilizációt az olmékok vagy az ő hatásukra nagyban megváltozott őslakók alkották, később a 7. század tájékán a zapotékok és a maják kereskedelmi központokat létesítettek a térségben. A következő században a toltékok, később a csicsimékek hatása is érződött, végül a 15. században az aztékok hódították meg.
1521-ben érkeztek meg a spanyolok: Rodrigo de Castañeda Taxco környékén lépett be a mai állam területére, Gonzalo de Sandoval a Chontal régiót, a Sierra del Norte hegységet és az Iguala-völgyet, később a tengerpart nyugati felét hódította meg, míg Juan Rodríguez de Villafuerte a tengerpart keleti részét. Később az egész terület Új-Spanyolország tartományává vált. Ebben az időben az őslakók száma igencsak megfogyatkozott: részben erőszakos kiirtásuk, részben az európaiak által behurcolt járványok következtében.